# كورت غيرستاين
كورت غيرستاين (بالألمانية: Kurt Gerstein)‏ هو مقاوم ومهندس ألماني، ولد في 11 أغسطس 1905 في مونستر في ألمانيا، وتوفي في 25 يوليو 1945 في باريس في فرنسا بسبب شنق.

## وصلات خارجية
- كورت غيرستاين على موقع مونزينجر (الألمانية)
- كورت غيرستاين على موقع إن إن دي بي (الإنجليزية)